# 칼리스트라토스 (소피스트)
칼리스트라토스(그리스어: Καλλίστρατος)는 3세기(또는 4세기)에 활동한 그리스의 소피스트이자 수사학자이다. 여러 예술가가 돌이나 놋쇠로 만든 14가지 작품을 묘사한 《묘사》(Ekphraseis, 라틴어 제목 Statuarum descriptiones, 그리스어 제목 Ἐκφράσεις)를 썼다. 이 작은 작품은 대개 이 작품을 모방한 필로스트라토스의 Eikones로 편집된다.

## 참고 문헌
- 본 문서에는 현재 퍼블릭 도메인에 속한 브리태니커 백과사전 제11판의 내용을 기초로 작성된 내용이 포함되어 있습니다.